# Arkadiusz Sann
Arkadiusz Sann właśc. Arkadiusz Jan Gałązka (ur. 8 lutego 1959 w Uhercach Mineralnych, zm. 19 kwietnia 2016 w Chełmie) – polski poeta i prozaik, związany z Chełmem.

## Życiorys
Ukończył liceum ogólnokształcące w Ustrzykach Dolnych, a następnie pracował jako robotnik leśny w Państwowym Przedsiębiorstwie Produkcji Leśnej w Uhercach. W latach 1992–1999 przebywał zarobkowo w Holandii.

Debiutował w 1991 roku opowiadaniem na łamach rzeszowskiego miesięcznika „Easy Rider”. Był współtwórcą i pierwszym prezesem Chełmskiej Grupy Literackiej „Lubelska 36”. Publikował w czasopismach artystyczno-literackich. m.in. w „Egerii” (należał do kolegium redakcyjnego pisma), „Nestorze”, „Tygodniku Chełmskim”, „Gazecie Bieszczadzkiej”, „Nowym Tygodniu” oraz polsko-holenderskim pismie „Scena Polska – Poolspodium”. Od 2006 roku należał do Związku Literatów Polskich. W 2016 roku otrzymał Nagrodę im. Kazimierza Andrzeja Jaworskiego, przyznawaną przez Urząd Miasta Chełm.
Spoczywa na cmentarzu komunalnym w Chełmie przy ul. Ignacego Mościckiego.

## Twórczość

### Powieści
- Exodus (Nowa Ruda 2002)
- Biały kamyk (Chełm 2006)
- Czwarta ekloga: reguła wojny (Chełm 2015)

### Zbiory opowiadań
- Przygody Szaraczka Filozaczka (bajki, Chełm 2005)
- 30 milionów za frajer (Chełm 2011)
- Bezwstydnica prawda (Chełm 2012)